# Gorzeń (Klein-Polen)
Gorzeń is een dorp in de Poolse woiwodschap Klein-Polen. De plaats maakt deel uit van de gemeente Wadowice en telt 410 inwoners.